# Gregório dos Anjos
Gregório dos Anjos, C.S.J.E. (Lisboa, cerca de 1612 - São Luís do Maranhão, 11 de maio de 1689) foi um prelado da Igreja Católica português, cónego secular de São João Evangelista e bispo de São Luís do Maranhão, o primeiro a residir na Sé.

## Biografia
Tornou-se cónego secular da Congregação de São João Evangelista em 10 de setembro de 1635. Estudou em Évora e Coimbra e foi vice-reitor do Convento dos Lóios de Évora. A sua nomeação como bispo de São Luís do Maranhão por Dom Pedro II foi em 30 de agosto de 1677 e foi consagrado em Lisboa em 13 de julho de 1677 por Dom Veríssimo de Lencastre, arcebispo primaz de Braga. Antes de ter sido eleito bispo do Maranhão, tinha sido designado para a Diocese de Malaca, onde nem chegou a tomar posse.
Com fama de grande orador sacro, tinha escrito a biografia de seu irmão, Dom Apolinário de Almeida, membro da Companhia de Jesus que serviu como Patriarca-coadjutor da Etiópia. Chegou em São Luís em 11 de julho de 1679.
Não obstante ser o prelado jurisdicional, teve problemas com os jesuítas sobre o ministério de batismos, confissões entre outros, conforme cartas de ambas partes, até que conseguiram chegar a uma concordata, antes de Dom Pedro II interferir.
Faleceu em São Luís em 11 de maio de 1689.